# Richard Ducroz
Richard Ducroz, né le 11 juin 1983 à Chamonix, est un curleur français licencié au club de Chamonix, il représente également l'équipe de France à plusieurs compétitions internationales où il tient le rôle de lead, c'est-à-dire qu'il lance les pierres en première position. En dehors du curling, il est barman.

## Biographie
Richard Ducroz débute au curling dans les années 1990 inspiré par les performances de l'équipe de France juniors qui obtient la médaille d'argent en 1992 et la médaille de bronze en 1993 aux championnats du monde juniors.
Dans les années 2000, il fait partie de l'équipe de Chamonix et de l'équipe de France, les deux emmenées par Dufour. Il participe aux championnats du monde et prend part notamment à la cinquième place prise par la France lors des mondiaux de 2008. Par la suite, la France, dont il fait partie, se qualifie pour Jeux olympiques d'hiver de 2010 de Vancouver avec Thomas Dufour, son frère Jan Henri Ducroz, Tony Angiboust et Raphaël Mathieu.